# Cape Liptrap
Cape Liptrap är en udde i Australien. Den ligger i delstaten Victoria, omkring 150 kilometer sydost om delstatshuvudstaden Melbourne.
Trakten är glest befolkad.
Genomsnittlig årsnederbörd är 1 310 millimeter. Den regnigaste månaden är juni, med i genomsnitt 166 mm nederbörd, och den torraste är januari, med 55 mm nederbörd.